# Hermanos milagrosos
Hermanos milagrosos (en hangul, 기적의 형제; romanización revisada del coreano: Gijeog-ui Hyeongje) es una serie de televisión surcoreana dirigida por Park Chan-hong y protagonizada por Jung Woo y Bae Hyun-sung. Se emitirá por el canal jTBC desde el 28 de junio hasta el 17 de agosto de 2023, los miércoles y jueves a las 22:30 (hora local coreana). También está disponible en la plataforma Netflix para algunas zonas del mundo.

## Sinopsis
La serie narra la cálida amistad entre dos hombres que forman una extraña pareja: un aspirante a escritor de sangre caliente que solo tiene deudas y problemas, y un joven que perdió la memoria tras un accidente y lo ignora todo de sí mismo, pero sabe leer en la mente de los demás. Dong-joo, un aspirante a escritor, adquiere accidentalmente el manuscrito de God is Dead y se convierte en un autor de gran éxito de ventas justo después de su debut. Sin embargo, el mismo caso de asesinato en la novela también ocurre en la vida real, y la detective de homicidios Park Hyun-soo considera a Dong-ju como principal sospechoso.

## Reparto

### Principal
- Jung Woo como Yuk Dong-joo, un aspirante a escritor que no ha podido publicar siete años después de graduarse del Departamento de Literatura Coreana. Fiel al nombre que le dio su padre, que amaba al poeta Yun Dong-ju, mostró talento para la escritura. Pero todo lo que tiene ahora son deudas, bravuconería optimista y una madre con problemas. Por tanto, se mantiene con trabajos a tiempo parcial, mientras sueña con el éxito.[1][4][5]
- Bae Hyun-sung como Kang San, un joven que ha perdido la memoria debido a un accidente automovilístico e ignora su verdadero nombre y su edad. Tras despertarse en el hospital se da cuenta de que ha adquirido una misteriosa habilidad para sentir el dolor y la desesperación de los demás y leer sus mentes.[1][6]
- Park Yu-rim como Park Hyun-soo, una detective de homicidios que investiga un misterioso asesinato.[7]
- Oh Man-seok como Kai, un hombre misterioso.[8]
- Lee Ki-woo como Lee Myung-seok, el hermano menor de Lee Tae-man, quien asumió la dirección de la editorial Book Publishing Literature and Imagination para renovar la imagen del grupo, rodeado de toda clase de escándalos.[9][10]

### Secundario

#### Entorno de Dong-joo y Kang San
- Kang Mal-geum como Chae Woo-jung, CEO de un café literario.[10]
- Seo Jae-hee como Kang Hye-kyung, la sofisticada directora de un café social de clase alta, que sabe hacer uso de los secretos que por su posición caen en sus manos.[10][11]
- So Hee-jung como Cha Young-sook, la madre de Dong-joo.[12]
- Yoon Na-moo como Yuk Chan-seong, el padre de Dong-joo.
- Jo Bok-rae como Jung Yong-dae, el mejor amigo de Dong-joo, que es oficial de policía.[12]
- Lee Ji-hyun como Lee Soo-yeon, una neurocirujana.[13][14]

#### Grupo de Investigación de Homicidios 3
- Ahn Nae-sang como Lee Byung-man, un detective de homicidios.[12]
- Choi Deok-moon como Oh, jefe del Grupo de Investigación de Homicidios 3.[12][15]
- Lee Kyo-yeop como el detective Kim, miembro del Grupo de Investigación de Homicidios 3.[16]
- Seo Jae-gyu como Kang Jae-soo, miembro del Grupo de Investigación de Homicidios 3, que formó parte de la selección nacional de judo.[17]

#### Otros
- Lee Sung-wook como Lee Tae-man, el intrigante presidente de Taekang Group.[18]
  - Kim Dong-hun como Lee Tae-man a los 19 años.[19]
- Choi Gwang-il como Byun Jong-il, miembro de la Asamblea Nacional.[12]
- Yoon Se-woong como Choi Jong-nam, fiscal jefe
- Lee Do-hyung como Na Sang-woo, el hijo de la familia de un profesor que desapareció hace nueve años.[20]
- Son Ji-yoon como colega de Myung-seok, editora jefe de Book Publishing Literature and Imagination.[21][22]
- Song Jae-ryong como Shin Gyeong-chul, un director de cine de renombre mundial.[23]
- Shin Yi-joon como Kim Yeon-hee, una estudiante de secundaria.[24]
- Woo Hyun como Noh Myung-nam.[25]
- Lee Han-wi como director de escuela.[25]
- Ha Sung-kwang as Ahn Hyun-mook.[26]
- Baek Seung Cheol.[26]

### Apariciones especiales
- Park Ji-hoo como Chae Woo-jung de joven.[27]

## Producción
Hermanos milagrosos, producida por Fantagio, es la undécima colaboración en veinticuatro años entre la guionista Kim Ji-woo y el director Park Chan-hong (las últimas de las cuales Memory, 2016; y Beautiful World, 2019).
El 30 de mayo de 2023 se publicaron imágenes de la lectura del guion por el reparto de actores, que se había llevado a cabo en agosto del año anterior, en la sede de jTBC en Sangam-dong, Seúl. El 16 de junio se publicó el cartel principal con los dos protagonistas. Cinco días después se lanzó un tráiler del primer episodio. El 28 del mismo mes se presentó la producción en línea con la presencia del director Park Chan-hong y de los actores Jung Woo, Bae Hyeon-seong, Park Yu-rim, Oh Man-seok y Lee Ki-woo.

## Audiencia
| Temporada | Temporada | Episodio número | Episodio número | Episodio número | Episodio número | Episodio número | Episodio número | Episodio número | Episodio número | Episodio número | Episodio número | Episodio número | Episodio número | Episodio número | Episodio número | Episodio número | Episodio número | Promedio |
| Temporada | Temporada | 1               | 2               | 3               | 4               | 5               | 6               | 7               | 8               | 9               | 10              | 11              | 12              | 13              | 14              | 15              | 16              | Promedio |
| --------- | --------- | --------------- | --------------- | --------------- | --------------- | --------------- | --------------- | --------------- | --------------- | --------------- | --------------- | --------------- | --------------- | --------------- | --------------- | --------------- | --------------- | -------- |
|           | 1         | 610             | 655             | 558             | 630             | 568             | 649             | 474             | 629             | 587             | 582             | 515             | —               | 501             | 496             | 569             | 698             | N/A      |

| Episodio | Fecha de emisión     | Índice de audiencia (Nielsen Korea) | Índice de audiencia (Nielsen Korea) |
| Episodio | Fecha de emisión     | Nacional                            | Seúl                                |
| --- | -------------------- | ----------------------------------- | ----------------------------------- |
| 1 | 28 de junio de 2023  | 2,953 %(4.ª)                        | 2,863 % (4.ª)                       |
| 2 | 29 de junio de 2023  | 3,002 % (8.ª)                       | 2,739 % (7.ª)                       |
| 3 | 5 de julio de 2023   | 2,780 % (4.ª)                       | 2,615 % (4.ª)                       |
| 4 | 6 de julio de 2023   | 2,773 % (5.ª)                       | 2,726 % (6.ª)                       |
| 5 | 12 de julio de 2023  | 2,808 % (5.ª)                       | 2,935 % (5.ª)                       |
| 6 | 13 de julio de 2023  | 2,942,% (7.ª)                       | 2,705 % (7.ª)                       |
| 7 | 19 de julio de 2023  | 2,277 % (10.ª)                      | 2,088 % (9.ª)                       |
| 8 | 20 de julio de 2023  | 2,996 % (7.ª)                       | 2,641 % (6.ª)                       |
| 9 | 26 de julio de 2023  | 2,526 % (10.ª)                      | 2,334 % (10.ª)                      |
| 10 | 27 de julio de 2023  | 2,749 % (9.ª)                       | 2,450 % (8.ª)                       |
| 11 | 2 de agosto de 2023  | 2,282 % (12.ª)                      | 2,217 % (7.ª)                       |
| 12 | 3 de agosto de 2023  | 2,119 % (15.ª)                      | N/D                                 |
| 13 | 9 de agosto de 2023  | 2,475 % (13.ª)                      | 2,409 % (8.ª)                       |
| 14 | 10 de agosto de 2023 | 2,359 % (13.ª)                      | 2,358 % (9.ª)                       |
| 15 | 16 de agosto de 2023 | 2,534 % (9.ª)                       | 2,339 % (8.ª)                       |
| 16 | 17 de agosto de 2023 | 3,266 % (4.ª)                       | 3,482 % (4.ª)                       |
| Promedio | Promedio             | 2,678 %                             | 2,593 %*                            |
| - En la tabla superior, los números azules representan las calificaciones más bajas y los números rojos representan las más altas. - 'N/D' indica que no se publicó el dato correspondiente. - (*) Este promedio está calculado sobre los datos publidados, que no son los de todos los episodios, por lo que se desconoce el promedio exacto. - Esta serie se transmite en un canal de cable/televisión de pago, que normalmente tiene una audiencia menor respecto a las emisoras de televisión públicas/gratuitas (KBS, SBS, MBC y EBS). |                      |                                     |                                     |

## Premios y nominaciones
| Año  | Premios          | Categoría       | Candidato     | Resultado | Ref.   |
| ---- | ---------------- | --------------- | ------------- | --------- | ------ |
| 2023 | 14.º Korea Drama | Estrella global | Bae Hyun-sung | Ganador   | [ 34 ] |